# 김제 죽산리 구 일본인 농장 사무소
김제 죽산리 구 일본인 농장 사무소(金提 竹山里 舊 日本人 農場 事務所), 또는 구 하시모토 농장 사무실(舊 橋本 農場 事務室)은 전북특별자치도 김제시 죽산면에 있는 일제강점기의 건축물로, 과거 하시모토 농장의 사무실로 사용되었다. 2003년 6월 30일 대한민국의 국가등록문화재 제61호로 지정되었다가, 2010년 4월 16일 김제 죽산면 구 일본인농장 사무소로 문화재 명칭이 변경되었다.

## 개요
이 건물은 일제 강점기에 김제 죽산면에서 농장을 경영하던 일본인의 농장 사무소로 건립되었다. 광복후 약 10년간 병원으로 사용되다가 1968년 이후 농업기반공사 동진지부 죽산지소로 35년간 사용되었다. 크림색 외벽과 붉은색 띠를 두른 듯한 오목한 모양의 지붕 등 서양식 건물의 특징을 잘 보여주고 있다. 조정래의 대하소설 '아리랑'의 무대로도 유명하며, 일본인이 자행한 토지 수탈의 역사를 보여주고 있다.

## 김제 농업기반공사 동진지부 죽산지소
1926년 9월 20일에 완공된, 규모가 단촐한 조적조 단층건물로 외관 및 지붕의 디자인은 당시 양식 건물의 특성등을 잘 보여주고 있으며, 건물 서편으로 창고가 있다.
1906년 하시모토는 군산에 들어왔으며 1911년 동진강일대의 개간지를 불하받아 개간에 착수하여 이듬해 공사를 완공하였다. 이어서 죽산으로 거주지를 이전하였으며 1916년 5월부터 농장경영을 시작하였다.
한편, 작가 조정래는 소설 '아리랑'에서 김제면 죽산면과 내촌면 일대의 다양한 인물을 등장시켜 한일합방 전후에서 해방전까지 김제, 만경평야 일대에서 벌어졌던 일제의 수탈과 강제징용, 소작쟁의, 독립운동 등 한국 근대사와 민초들의 애환을 생생히 그렸다.
1931년 3월 김제군 죽산면 죽산리 농장을 변경하여 자본금 50만원의 법인주식회사 교본농장으로 개칭하고 사장으로 취임하였다. 개간지 120정보를 포함하여 소유지답 350정보, 시유지전 90정보였으며 소작인은 550명에 달하였다고 한다.
한국에서 유일하게 지평선을 볼 수 있다는 김제평야에서 일본인 지주 하시모토는 서포리 개간지를 중심으로 죽산면 농토의 반 이상을 차지하여 한반도 토지수탈의 역사를 간직한 건물로서, 6.25전쟁후 의료시설이 전무하였던 이 곳은 윤문호 박사의 개인병원으로도 사용되었다. 1968년 12월 31일부터 동진농지개량조삽 죽산사무소로 사용하게 되었고, 2000년 1월 1일 기구통합에 따라 명칭이 바뀌어 2003년 6월 30일까지 농업기반공사 동진지부 죽산지소로 사용되다 문화재로 지정되었다.

## 문화재 명칭 변경사유
「김제농업기반공사 동진지부 죽산지소(2003. 6. 30. 등록)」는 등록 당시 한국농어촌공사의 전신인 ‘김제농업기반공사 동진지부 죽산지소’로 사용되어 등록문화재 명칭이 되었으나, 이후 소유권이 김제시로 이전(‘03.12.30)되었고, ‘농업기반공사’ 명칭 또한 ‘한국농어촌공사’로 바뀌면서 옮겨감. 따라서 당해 문화재의 역사성과 건물의 특성 및 건립 당시의 학술적, 역사적 가치를 보존하기 위하여 문화재 명칭을 ‘김제 죽산면 구 일본인농장 사무소’로 변경하고자 함

## 참고 자료
- 김제 죽산리 구 일본인 농장 사무소 - 국가유산청 국가유산포털